# Нуркалиев, Турсынбек Абдыбаевич
Турсынбек Абдыбаевич Нуркалиев (22.07.1951, Каскелен, Алматинская область — 15.02.2022, Астана, Казахстан) — советский и казахский артист балета, балетмейстер, хореограф, педагог. Заслуженный деятель Республики Казахстан (2006). Кавалер ордена «Курмет» (2015). Член Международной ассоциации хореографов и член международных конкурсов артистов балета и хореографов.

## Биография
В юности учился в Алматинском хореографическом училище (в классе М.Е.Мунтина) и Ленинградском хореографическом училище (в последнем — у Ю.А.Умрихина). В 1970—2000 годах был артистом КазГАТОБ. После небольших сольных партий и ряда концертных номеров выдвинулся в ведущего солиста балета. Балетмейстеры быстро распознали в нём артиста с широким диапазоном возможностей, позволивших ему воплотить себя в разнообразных образах классического и современного репертуара, где Турсынбек обозначился как тонко воспринимающий малейшие нюансы хореографического стиля разных направлений. Яркие внешние данные в сочетании с выразительной пластикой позволили артисту воплощать образы от романтики и героизма до гротеска. Среди партий — Юноша («Шопениана»), Паоло («Франческа да Римини»), Вацлав («Бахчисарайский фонтан»), Гирей («Бахчисарайский фонтан»), Злой Гений («Лебединое озеро»), Маугли и Шерхан («Брат мой Маугли»), Кербуга («Аксак кулан»), Спартак и Красс («Спартак»), Герн и Медж («Сильфида»), Абдерахман («Раймонда»). Партия Эспады («Дон-Кихот»). Кентавр, Сары-Кене («Фрески»), Тарталья («Пульчинелла») в исполнении Нуркалиева считалась эталонной на протяжении всей его сценической жизни. Т. Нуркалиев блестяще исполнял труднейшую гротесковую партию Кентавра («Фрески»).
В 2015 году (через 17 лет после завершения карьеры танцовщика) исполнил партию хана Гирея на премьере «Бахчисарайского фонтана» в «Астана Опера». «Высокий, статный, его Гирей был живописно красив и в летящем плаще с золотым отливом, и в богатом халате, ниспадавшем тяжелыми складками до полу, и в легкой домашней одежде. Но главное — за импозантной внешностью скрывалась живая душа и чем дальше, тем настойчивее заявляла о себе смятением, тревогой, тоской» (О. Розанова, журнал «БАЛЕТ», июль-август 2015 год).
Хореографическое образование получил в АГХУ и в Академии искусств им. Т.Жургенова факультет «режиссер-хореограф» (кафедра З. М. Райбаева). Дипломная работа - балет Б. Асафьева "Бахчисарайский фонта" на сцене НТОБ им. К. Байсеитовой. 
В 2000 году в новой столице Казахстана Астане открылся театр НТОБ. Наряду с другими коллективами была создана и балетная труппа. Т.Нуркалиев возглавил совсем молодой коллектив в должности главного балетмейстера. Опыт, приобретённый в ГАТОБ им. Абая, помог Турсынбеку в короткий срок создать высокопрофессиональную труппу, способную справляться с требованиями классического репертуара. За период 2000—2013 гг. в театре было поставлено порядка 16 балетов мирового классического наследия. Артисты балета, воспитанные Турсынбеком, с успехом заявляли о себе на международных конкурсах и фестивалях, завоевывая звания дипломантов и лауреатов. Нуркалиев взрастил целую плеяду солистов из вчерашних выпускников балетной школы. 
В 2006 году - Юрий Николаевич Григорович пригласил Турсынбека Нуркалиева в состав Международной ассоциации хореографов и в состав Международных конкурсов артистов балета, где в составе жюри Турсынбек представлял Казахстан на самых высоких форумах балетного искусства; в Нью-Йорке, Москве, Варне, Риме, Пекине, Сеуле, Будапеште, Стамбуле, Сочи, Красноярске, Улан-Баторе, также возглавляя конкурсы артистов балета в городах Астана и Алматы.
В 2013 году Т. Нуркалиев вместе с балетом НТОБ им. Байсеитовой в полном составе перешел в открывшийся новый театр «Астана Опера». На открытие первого сезона, был поставлен балет «Спящая красавица». Этот шедевр на новой сцене поставил Ю. Григорович. Дирижёр-постановщик А.Абжаханов. Оформили спектакль художники Э.Фриджерио и Ф.Скуарчапино.
Под руководством столичный балет Казахстана утвердился в статусе высокопрофессиональной балетной труппы, а сам хореограф вошел в круг самых известных деятелей мирового балетного искусства. В период руководства активно развивал сотрудничество казахского балета с известными хореографами, среди которых Народный артист СССР Ю.Григоровч, Заслуженный артист России С.Вихарев, Народный артист Башкортостана Ш.Терегулов, Директор Римской академии танца М.Парилла, Б.Эйфман, Ш.Жюд. 
В качестве хореографа осуществил постановки балетов: "Щелкунчик" (НТОБ, 2004); "Жизель" (2005); "Вальпургиева ночь" и "Лебединое озеро" II акт (Карагандинский академический театр музыкальной комедии, 2006); "Баядерка" (НТОБ, 2009) совместно с Г.Бурибаевой; "Вальпургиева ночь" (НТОБ, 2009); "Лебединое озеро" ("Астана Опера", 2014) и "Бахчисарайский фонтан" ("Астана Опера", 2015) совместно с Г.Бурибаевой. 

## Творчество

### Постановки балетов совместно с Г.Бурибаевой

#### Национальный театр оперы и балета имени К. Байсеитовой
- 2002 - Б.Асафьев “Бахчисарайский фонтан” дипломная работа
- 2004 - “Щелкунчик”, двухактный балет П. И. Чайковского на либретто Мариуса Петипа по мотивам сказки Э. Т. А. Гофмана «Щелкунчик и Мышиный король»
- 2007 - “Баядерка”, балет в трёх действиях и пяти картинах с апофеозом балетмейстера Мариуса Петипа на музыку Людвига Минкуса
- 2009 - “Вальпургиева ночь”, это балетная сцена, которую Шарль Гуно дописал для второй редакции своей оперы Фауст, созданной по мотивам одноимённой трагедии Иоганна Вольфганга Гёте

#### Карагандинский академический театр музыкальной комедии
- 2005 - “Жизель”, «фантастический балет» в двух актах композитора Адольфа Адана
- 2006 - “Лебединое озеро”, балет Петра Ильича Чайковского, написанный в 1876 году, в четырёх актах
- 2006 - “Вальпургиева ночь”, это балетная сцена, которую Шарль Гуно дописал для второй редакции своей оперы Фауст, созданной по мотивам одноимённой трагедии Иоганна Вольфганга Гёте

#### Государственный театр оперы и балета «Астана Опера»
- 2014 - “Лебединое озеро”, балет Петра Ильича Чайковского, написанный в 1876 году, в четырёх актах
- 2015 - “Бахчисарайский фонтан”, хореографическая поэма в четырёх действиях с прологом и эпилогом по мотивам одноимённой поэмы Александра Пушкина композитора Бориса Асафьева

### Хореография в операх совместно с Г.Бурибаевой

#### Национальный театр оперы и балета имени К. Байсеитовой
- 2006 - “Биржан и Сара», лирико-драматическая опера М. Тулебаева на казахском языке в четырёх действиях
- 2008 - “Абай”, опера А.Жубанова, Л.Хамиди
- 2009 - “Камар-Сулу» опера Е.Рахмадиева

#### Государственный театр оперы и балета «Астана Опера»
- 2014 - “Абай”, опера А.Жубанова, Л.Хамиди
- 2015 - “Аида”, опера Джузеппе Верди в 4 действиях, 7 картинах
- 2021 - “Алпамыс” опера Е.Рахмадиева

### Концертные номера в Национальном театре оперы и балета имени К. Байсеитовой и Государственном театре оперы и балета «Астана Опера»
- 2001 - С.Абдинуров “Ақ-сүек”
- 2003 - Е.Брусиловский “Қозы Корпеш  - Баян Сулу”
- 2003 - И.Брамс “На рассвете”
- 2003 - “Айжан-қыз”
- 2003 - “Ша-шу”
- 2004 - Э.Мориконе “Пурпурное небо”
- 2005 - К.Дженкинс  “Разговоры”, группа “AIR” “Капли воды”
- 2006 - И.Штраус  “Вальс”
- 2008 - А.Уранг “Ветер странствий”
- 2008 - С.Адамо “Нежный садовник любви”
- 2008 - Ф.Шопен “Баркаролла”
- 2008 - Urna Mona “Дождик”
- 2008 - Budda Bar “Игры”
- 2008 - Т.Канталинен, А.Уранг  “Ветер странствий”
- 2009 - Г.Роллан “Нұржаңбір”
- 2013 - Д.Шостакович "Дорога”
- 2013 - П.Масканьи “Встреча”

## Про Турсынбека Абдыбаевича
— Два года назад я работал с этой труппой и удивлён, как она выросла. Удивлён, как ее руководитель Турсынбек Нуркалиев создал коллектив, который может танцевать «Спящую красавицу», а ведь это самый трудный классический спектакль в мировом репертуаре.- Ю.Григорович. Народный артист СССР, Герой Социалистического Труда, Лауреат Ленинской и Государственных премий СССР, Академик.
Под художественным руководством Т.Нуркалиева, на сцене «Астана Опера» поставлены три спектакля Ю.Григоровича «Спящая красавица», «Щелкунчик», «Спартак». «Роден» Б.Эйфмана, «Ромео и Джульетта» в хореографии Ш. Жюда. «Лебединое озеро», и «Бахчисарайский фонтан» в редакции Т. Нуркалиева и Г.Бурибаевой.
- Талантливый танцовщик, он с исключительным исполнительским мастерством, создавал на сцене незабываемые артистические образы. В качестве балетмейстера и театрального деятеля Турсынбек Нуркалиев все свои творческие силы и организаторский талант направлял на всестороннее и успешное развитие казахстанского балета на базе высоких хореографических традиций. — Борис Эйфман. Художественгый руководитель Санкт-Петербургского академического театра. Народный артист России. 18.02.2022 года.